# Helicobacter
Helicobacter es un género de bacterias Gram-negativas que poseen una forma característica de hélice.   Fueron inicialmente consideradas miembros del Gro. Campylobacter,  pero desde 1989 fueron agrupadas en su propio género.
Algunas especies han sido encontradas viviendo en el tracto superior gastrointestinal, así como en el hígado de mamíferos y de algunas aves. La más ampliamente conocida especie del género es H. pylori.  Algunas razas de esta bacteria son patógenos a humanos, asociados fuertemente con úlcera péptica, gastritis crónica, duodenitis, cáncer de estómago.  Además sirve como especie tipo del género.
Helicobacter spp. está capacitado para prosperar en el muy ácido estómago de mamíferos, por producir grandes cantidades de la enzima ureasa, que localmente sube el pH de ~2 a uno más biocompatible de 6 a 7. Las bacterias de este género son usualmente susceptibles a antibióticos tales como  penicilina; son microaerofílicos (requiere bajas concentraciones de oxígeno),  y son muy móviles por su flagelo.
Es microaerofilo, su temperatura óptima es de 37 °C, oxidasa y catalasa positiva y produce ureasa.